# Lego Бэтмен: Супергерои DC объединяются
«Lego Бэтмен: Супергерои DC объединяются» (англ. Lego Batman: The Movie — DC Super Heroes Unite) — мультипликационный фильм, предназначенный для домашнего просмотра и основанный на видеоигре «Lego Batman 2: DC Super Heroes». Фильм был выпущен на Blu-ray и DVD 21 мая 2013 года.

## Сюжет
Брюс Уэйн и Лекс Лютор номинированы на премию «Человек года», и Уэйн выигрывает. Когда он произносит речь, врывается Джокер с Загадочником, Харли Квинн, Пингвином, Двуликим и Женщиной-кошкой и крадёт награду, деньги и драгоценности. Уэйн надевает костюм Бэтмена обезвреживает всех, кроме Джокера, который убегает на лодке. Догнав Джокера на вертолёте Робина, Бэтмен арестовывает злодея и отправляет в лечебницу Аркхем.
Тем временем Лютор баллотируется на пост президента, но его результаты голосования ужасны. Он узнаёт, что Джокер умеет производить криптонит и газ, который заставляет людей его любить, что поможет Лютору выиграть выборы и победить Супермена. Он освобождает Джокера из лечебницы и обещает дать ему деконструктор — оружие, разлагающее всё чёрное, чтобы победить Бэтмена. Джокер использует деконструктор, чтобы вызволить Харли Куинн, Ядовитый Плющ, Пингвина, Двуликого, Бэйна, Женщину-кошку и Загадочника. Пока Бэтмен и Робин обезвреживают сбежавших заключённых, Джокер вламывается на химический завод, где собирает необходимые химикаты.
Вернув разбежавшихся злодеев в Аркхем, Бэтмен и Робин отправляются на химический завод, где узнают, что там побывал Джокер. Выяснив, какие химикаты пропали, Бэтмен узнаёт, что Джокер собирается изготовить криптонит. Догнав передвижную лабораторию Джокера, Бэтмен забирает криптонит и приносит в бэт-пещеру. Этот образец бесполезен и является приманкой для Джокера. Определив местонахождение бэт-пещеры, он и Лютор разрушают убежище Бэтмена, забрав весь действующий криптонит
На следующий день, в день выборов, Супермен и Бэтмен посещают здание LexCorp и на них нападают Лютор и Джокер в гигантском роботе-Джокере. Злодеи убили Супермена криптонитовым излучением и придавили контейнером Бэтмена. После того как они отправились осуществлять свой план, Бэтмен и Супермен оказались живыми, так как обменялись костюмами и притворялись друг другом, чтобы обмануть злодеев. Они преследуют робота-Джокера, но терпят неудачу: Супермен истощён криптонитом, а Бэтмен лишился самолёта. Героям приходится мокнуть под дождём на остановке, дожидаясь автобуса.
Тем временем Лютор выступает перед огромной толпой, а Джокер распыляет газ, который заставляет людей полюбить… Джокера. Робот-Джокер гонится за Бэтменом и Робином, оставляя след, который виден из космоса. Находящийся на посту Марсианский Охотник посылает на помощь героям членов Лиги Справедливости — Зелёного Фонаря, Чудо-женщину, Киборга и Флэша.

## Роли озвучивали
- Брюс Уэйн/Бэтмен, Двуликий, Брейниак — Трой Бейкер
- Кларк Кент/Супермен — Трэвис Уиллингэм
- Лекс Лютор — Клэнси Браун
- Джокер — Крис Кент
- Робин, Флэш — Чарли Шлаттер
- Харли Квинн, Ядовитый Плющ, Чудо-женщина — Лора Бэйли
- Пингвин, Бэйн — Стивен Блум
- Загадочник — Роб Полсен
- Киборг — Брайан Блум
- Зелёный Фонарь, Марсианский Охотник — Кэм Кларк
- Женщина-кошка — Кэтерин Фон Тилль
- Комиссар Гордон — Таунсенд Коулмэн

Кастинг-директор — Кэм Кларк.

## Саундтрек[1]
- Superman Theme (автор Джон Уильямс, в исполнении Bratislava Symphony Orchestra)
- Batman (автор Дэнни Эльфман, в исполнении Bratislava Symphony Orchestra)
- Clown Attack (в титрах не указан, автор Дэнни Эльфман, в исполнении Bratislava Symphony Orchestra)